# Musashi (cuirassé)
Pour les articles homonymes, voir Musashi.
Le Musashi (武蔵), du nom de l'ancienne province japonaise de Musashi, était un cuirassé de la marine impériale japonaise, le second de la classe Yamato. Avec son sister ship, le Yamato, c'est le plus lourd et le plus puissant cuirassé jamais construit, le dernier de la marine japonaise (un troisième navire de la même série, le Shinano, sera converti en porte-avions en cours de construction).
Il est coulé par l'aviation américaine lors de la bataille du golfe de Leyte le 24 octobre 1944.

## Historique

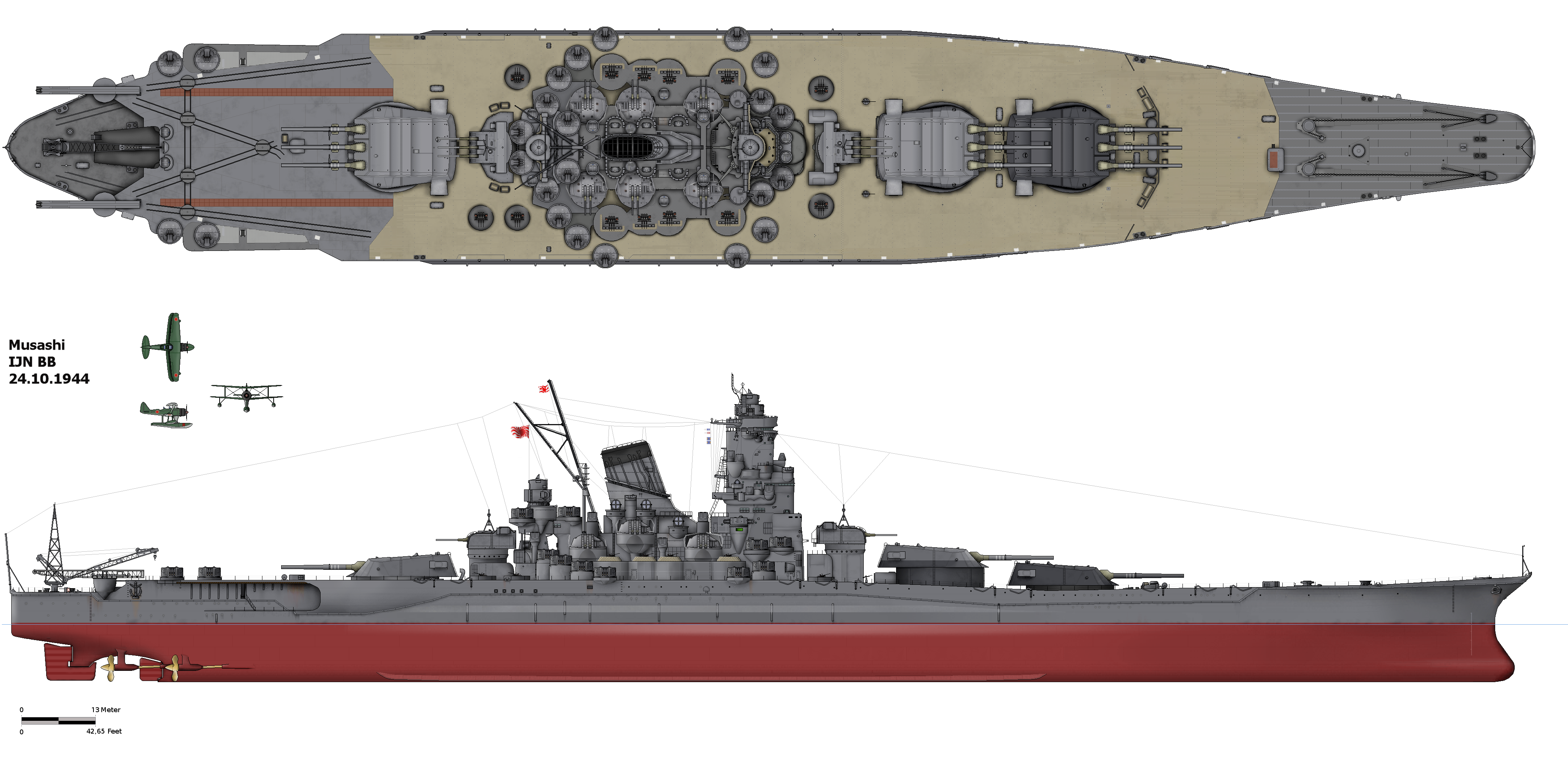
Dessin du Musashi en 1944.

En juin 1937, les responsables des chantiers navals de Nagasaki, dont le directeur Kensuke Watanabe et l'ingénieur Kumao Baba, reçurent l'ordre de se préparer pour la construction de l'un des navires de la nouvelle série en date. Ce sont les améliorations des rampes de lancements du chantier qui avaient motivé l'octroi du fructueux contrat. Construit dans le plus grand secret, le navire fut lancé le 1er novembre 1940 et resta ensuite dix-huit mois en finition. La date de remise fut repoussée pour réaliser certaines modifications demandées par la marine, notamment le renforcement du blindage des tourelles latérales, et l'installation de nouveaux équipements de communication.
Mis en service en août 1942, le Musashi se rendit au lagon de Truk pour devenir le navire amiral de Isoroku Yamamoto. Après la mort de l'amiral, le 18 avril 1943, le Musashi revint au Japon en portant ses cendres. Le 29 mars 1944, le Musashi fut torpillé par le submersible USS Tunny, et dut retourner au Japon pour les réparations, ainsi que pour des modifications de son armement antiaérien. Les deux tourelles triples de 155 mm centrales furent débarquées pour être remplacées par six affûts doubles de 127 mm antiaériens. Mais ces nouveaux affûts ne furent jamais installés. En revanche, de nombreux affûts triples de canons antiaériens de 25 mm Type 96 furent montés en suppléments (voir image).
Il faisait partie de la flotte du vice-amiral Takeo Kurita pendant la bataille du golfe de Leyte. Lors de la bataille, le 24 octobre 1944, il fut attaqué par des appareils de porte-avions américains de la troisième flotte. Il coula en mer de Sibuyan après avoir reçu 17 bombes lourdes et 19 torpilles, emportant avec lui plus de 1 000 de ses 2 900 hommes d'équipage.

## Épave
Le milliardaire Paul Allen utilisa son yacht personnel, l'Octopus, équipé pour des recherches sous-marines en eau profonde, pour retrouver l'épave du Musashi. Il annonça en mars 2015 avoir trouvé l'épave à 1 000 m de profondeur et publia sur Twitter la photo d'une roue de commande de valve et une photo des restes de la proue. La découverte a été réalisée grâce à un robot sous-marin autonome de type BlueFin-12.
Kazushige Todaka, directeur du Musée de la Marine de Kure, après examen des photos et d'une vidéo postée sur YouTube par Allen, confirma l'identification de l'épave. De plus, Shigeru Nakajima, 94 ans, l’un des derniers survivants de l'équipage du Musashi déclara : « On dirait que c’est l’arrière du bateau. Quand je vois ces images, je suis sûr que c’est le Musashi, avec l’ancre, le sceau impérial du chrysanthème, et cette catapulte qui envoyait les avions »,.
Les débris sont éparpillés sur une zone de 500 × 880 m. Il semble que le bateau se soit disloqué avant d'atteindre le fond de la mer.

## Galerie de photos

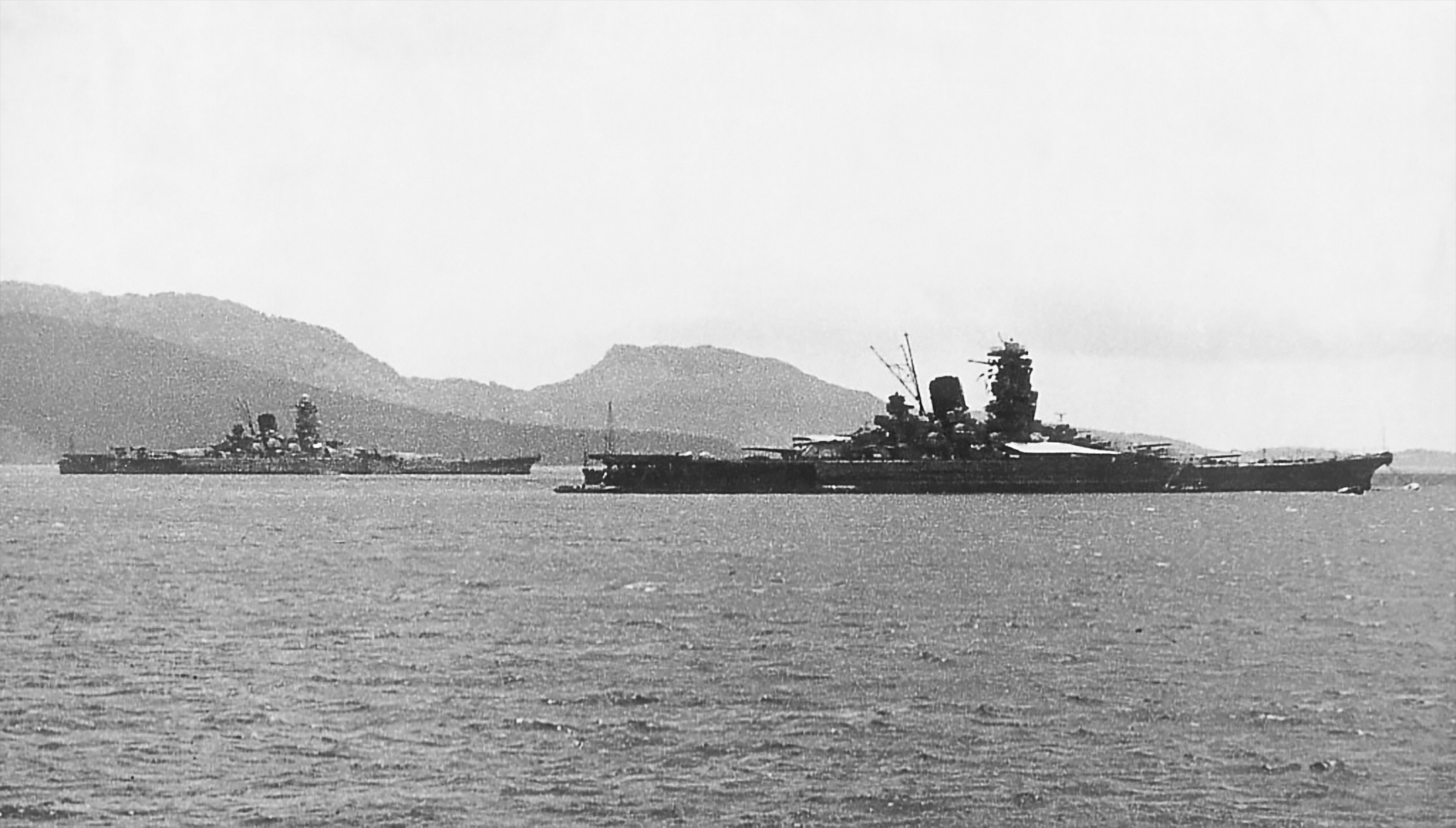
Les cuirassés jumeaux Yamato et Musashi à l'ancre aux îles Truk.
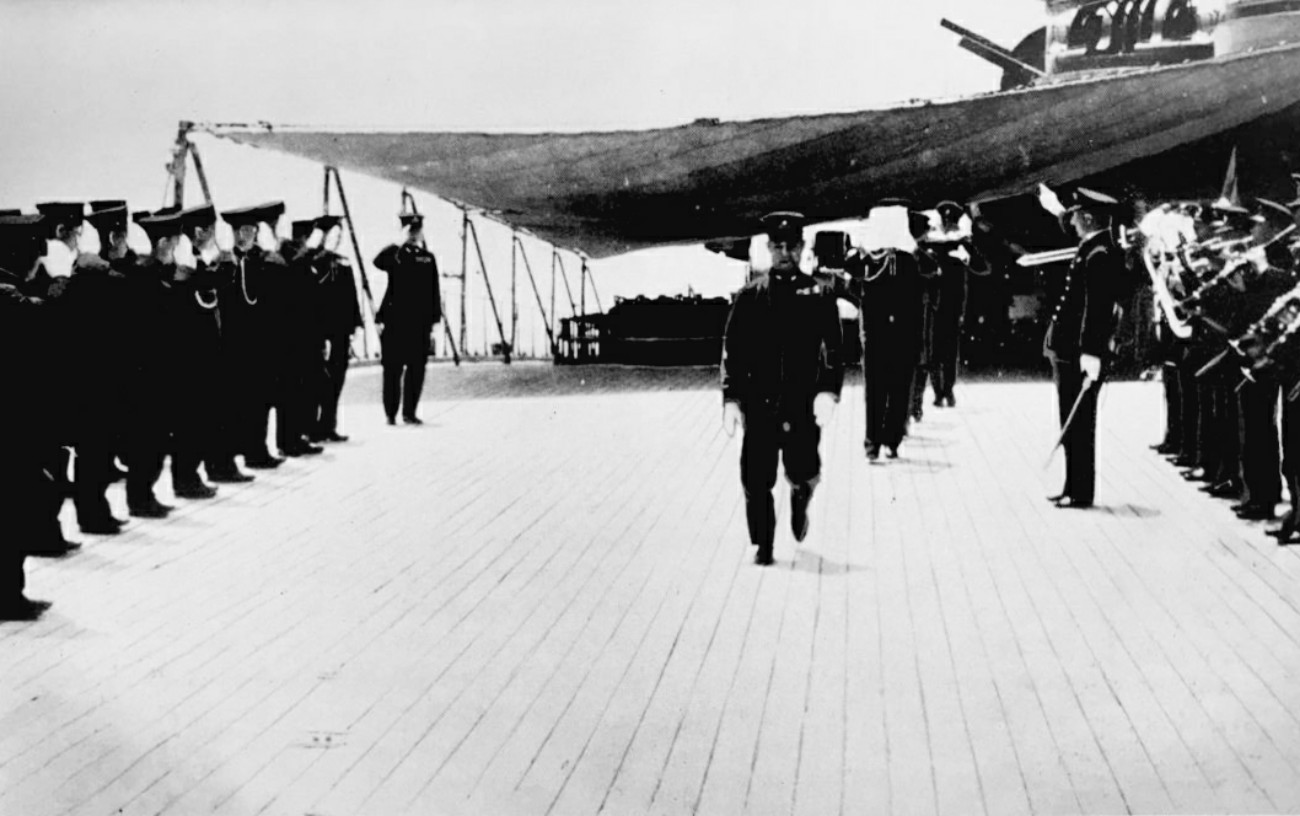
Rapatriement des cendres de l'amiral Isoroku Yamamoto au Japon, à Kisarazu, à bord du cuirassé Musashi le 23 mai 1943
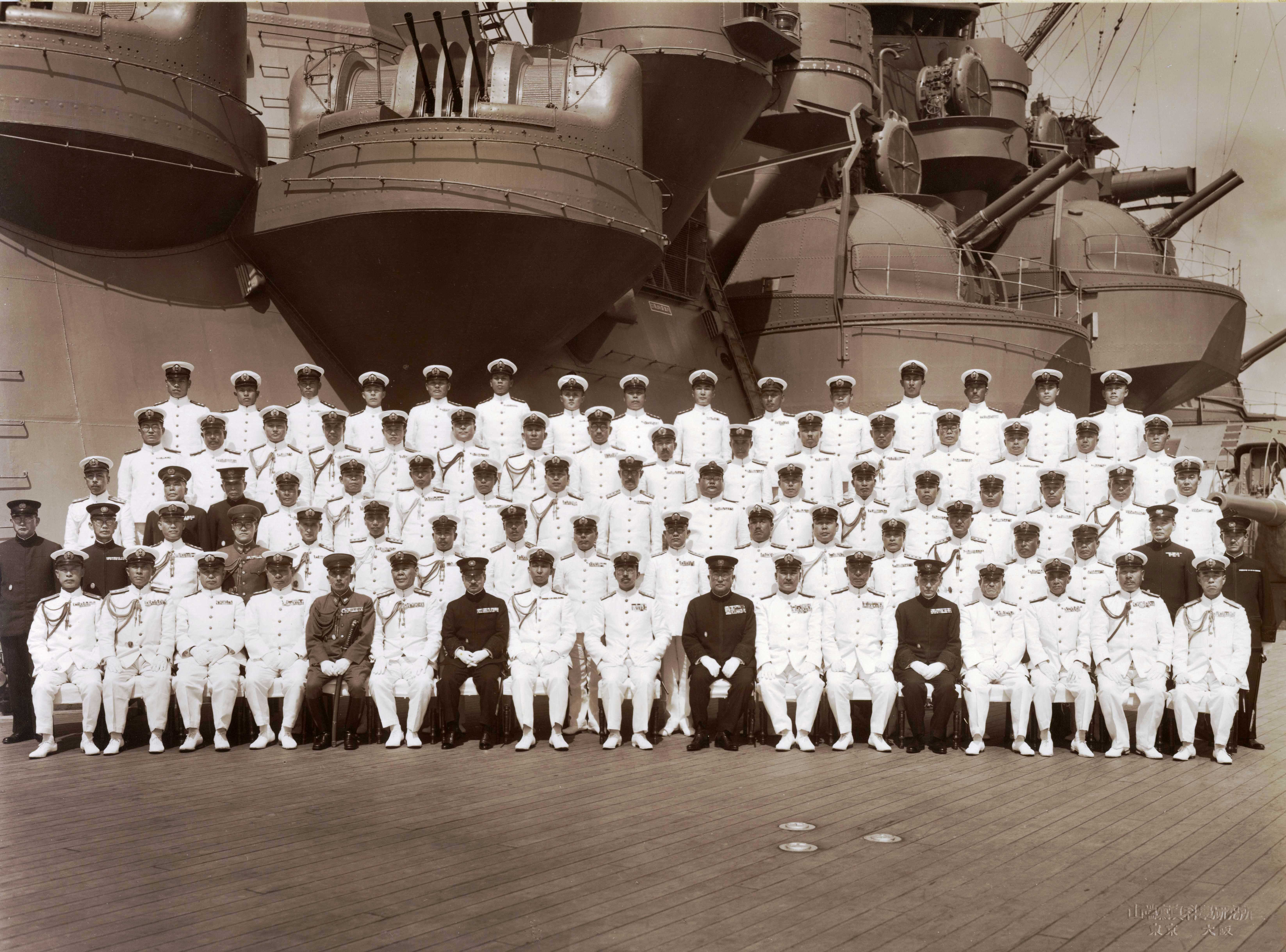
L'empereur Shōwa en visite sur le Musashi
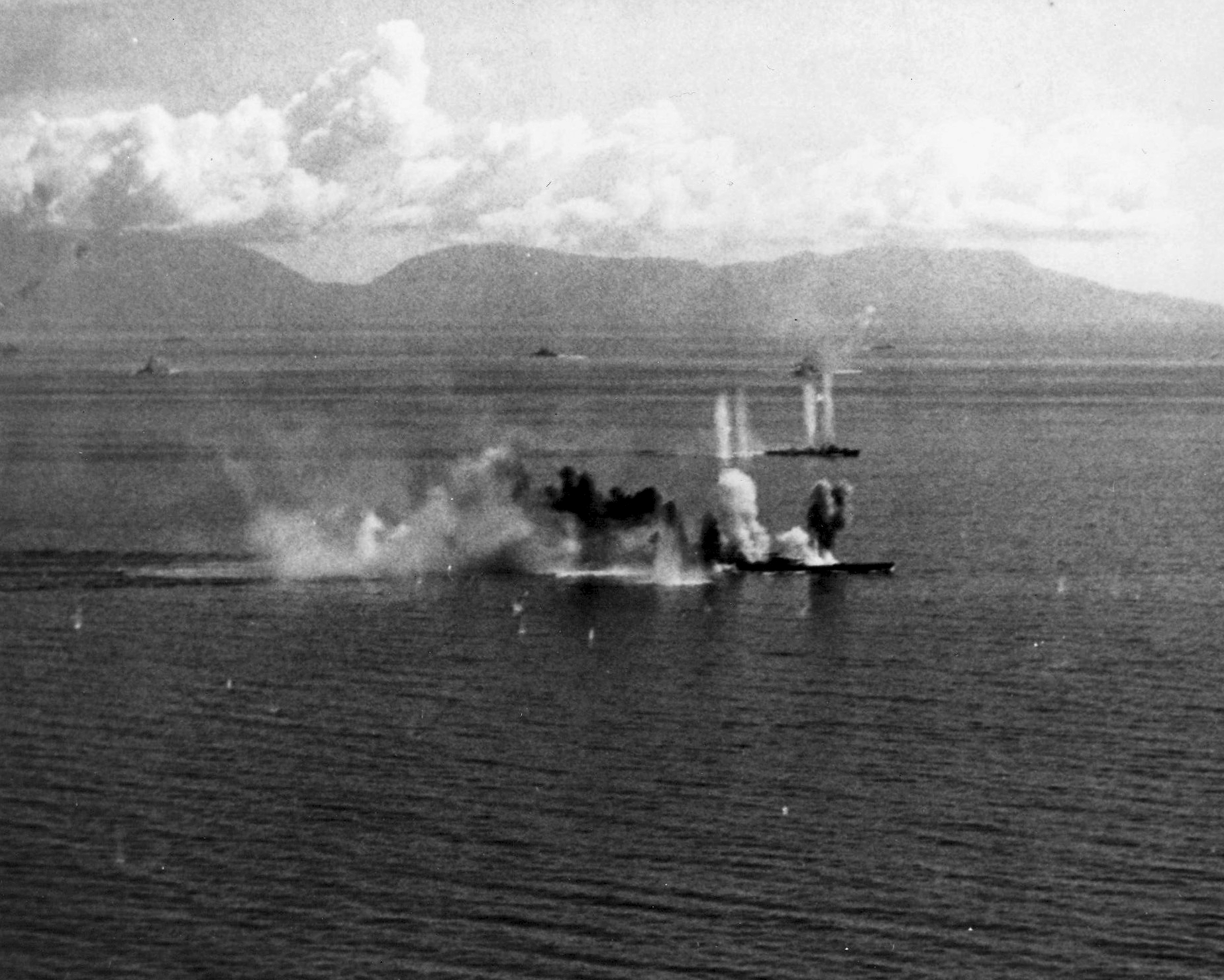
Le Musashi essuyant une attaque à la bataille de Sibuyan le 24 octobre 1944